# Guorboaivi
Guorboaivi är en kulle i Finland.  Den ligger i Utsjoki kommuns Kaldoaivi ödemarksområde och landskapet Lappland, i den norra delen av landet, 1 100 km norr om huvudstaden Helsingfors. Toppen på Guorboaivi är 387 meter över havet.
Terrängen runt Guorboaivi är huvudsakligen platt.  Trakten runt Guorboaivi är nära nog obefolkad, med mindre än två invånare per kvadratkilometer. Det finns inga samhällen i närheten. Omgivningarna runt Guorboaivi är i huvudsak ett öppet busklandskap.